# Sperchon triscutatus
Sperchon triscutatus är en kvalsterart som beskrevs av Herbert Habeeb 1955. Sperchon triscutatus ingår i släktet Sperchon och familjen Sperchonidae. Inga underarter finns listade i Catalogue of Life.